# Portugalski nogometni savez
Portugalski nogometni savez (portugalski: Federação Portuguesa de Futebol; FPF) je najviše nogometno tijelo u Portugalu. Sjedište nogometnog saveza je u Lisabonu.
Portugalski nogometni savez je osnovan 1914. godine. Član FIFA-e je od 1923. a UEFA-e od 1954.
Pod kontrolom Portugalskog nogometnog saveza su i nacionalne reprezentacije: muška, ženska te ostale reprezentacije u mlađim kategorijama: muške U-21, U-19, U-17 i ženske U-19, U-17.

## Poveznice
- Portugalska nogometna reprezentacija
- Prva portugalska nogometna liga
- Portugalski nogometni kup
- Portugalski nogometni superkup

## Vanjske poveznice
- Službena stranica Portugalskog nogometnog saveza
- Portugal na službenoj stranici FIFA-e  Arhivirana inačica izvorne stranice od 24. rujna 2011. (Wayback Machine)
- Portugal na službenoj stranici UEFA-e